# Lochern-Nationalpark
Der Lochern-Nationalpark (engl.: Lochern National Park) ist ein Nationalpark im Zentrum des australischen Bundesstaates Queensland.

## Lage
Er liegt 1.047 Kilometer westlich von Brisbane und 100 Kilometer südwestlich von Longreach im Tal des Thomson River, einem Teil des Channel Country.
In der Nachbarschaft liegen die Nationalparks Goneaway, Welford, Idalia und Bladensburg.

## Landesnatur
Der Nationalpark verläuft über 20 Kilometer entlang dem Thomson River. Viele Wasserlöcher, die das ganze Jahr über gefüllt sind, liegen im Park.

## Flora und Fauna
Das Gebiet ist vorwiegend Grasland. Man findet dort alle Arten von Mitchellgras, aber auch Mulga.
Die permanenten Wasserlöcher bieten Rückzugs- und Rastplätze für Wasser- und Zugvögel, ebenso für andere Wildtiere wie Kängurus.

## Einrichtungen und Zufahrt
Das wilde Zelten ist am Broadwater Waterhole erlaubt, aber es gibt keine besonderen Einrichtungen. Es gibt keine Fahr- oder Wanderwege, aber das gesamte Terrain kann mit allradgetriebenen Fahrzeugen oder Fahrrädern befahren oder auch erwandert werden.
Der sehr entlegene Nationalpark ist über die Thomson Developmental Road (Ausfahrt Ban Ban, 100 Kilometer südwestlich von Longreach) erreichbar. Vom Abzweig führt eine Piste 40 Kilometer nach Westen zum Park an den Ufern des Thomson River.